# Teoria circulației elitelor

## Teoria circulației elitelor
Considerat unul dintre fondatorii sociologiei moderne, Vilfredo Pareto se concentrează pe caracteristicile psihologice ale indivizilor, distribuite inegal și care determină înscrierea lor pe un etaj sau altul al “piramidei sociale”. Aceste chestiuni, implicit problematica elitelor și a circulației elitelor sunt reluate în cartea sa “Tratatul de sociologie” . 
El desemnează clasele superioare – în general cele mai avute – ca fiind elite, însă nu le atribuie acestora nicio semnificație morală sau sentimentală. 

## Despre elite
Pareto constată însă ca elitele, aristocrațiile nu durează; descendenții lor degenerează rapid și , pentru a-și păstra pozițiile dominante, acestea se văd nevoite de a se perpetua prin cooptare și nu prin transmitere ereditară a privilegiilor lor. Elitele resimt necesitatea de a se regenera prin aportul datorat claselor inferioare, fenomen numit de Pareto “circulația elitelor”. 
Sociologul italian pretinde că  “o simplă întârziere în această circulație – poate avea ca efect creșterea considerabilă a numărului de elemente degenerate pe care le conțin clasele  ce dețin încă puterea și creșterea, pe de altă parte, a numărului elementelor de calitate superioară pe care le conțin clasele aservite. În acest caz, echilibrul social devine instabil”. 
Astfel, elita care nu mai este capabilă să-și ducă până la capat misiunea, ieșind din luptă, va trebui să lase locul unei alte elite. 
În cadrul  Teoriei circulației elitelor  Pareto spune că orice societate cuprinde 2 categorii de populație: cea inferioară, o clasă total străina elitei, cu o influență minimă sau nulă asupra guvernării, și cea superioară, elita , care la rândul ei, se împarte în două : elita guvernamentală și elita nonguvernamentală. 
Vorbind despre traseismul indivizilor dintr-o categorie în alta, Pareto afirmă că cel care trece dintr-un grup în altul aduce cu sine anumite tendințe, anumite sentimente și atitudini pe care le-a dobândit în grupul din care provine. Acest fenomen, circulația elitelor, are în vedere două grupuri: elita și restul populației. Procesul este strâns legat de modul în care sunt recrutați indivizii ce alcătuiesc elitele, sociologul concentrându-se pe analiza modalităților prin care este operată selecția respectivilor indivizi în interiorul aceluiași grup și între diferite grupuri (respetiv, viteza circulației) 
Pareto este de părere că prima cauză a mișcărilor revoluționare la scară socială își are originea în aceste fenomene implicate de circulația elitelor. 
Plecând de la ideea că aristocrațiile fac parte din pătura superioară a elitelor și  acestea nu sunt veșnice, iar indiferent de cauzele ce duc la decăderea și dispariția lor, el afirmă că “istoria este cimitirul aristocrațiilor”. 